# Liszki (województwo mazowieckie)
Liszki – wieś w Polsce położona w województwie mazowieckim, w powiecie sokołowskim, w gminie Repki. Ma status sołectwa.
Wierni Kościoła rzymskokatolickiego należą do parafii św. Stanisława w Skrzeszewie.

## Historia administracyjna
Dawniej współczesna wieś Liszki podzielona była na dwie wsie, położone w dwóch różnych gminach:
- Liszki – wieś północna, w gminie Repki w powiecie sokołowskim, parafia Skrzeszew, liczące po koniec XIX wieku 85 mieszkańców[9],
- Liszki – wieś południowa, w gminie Wyrozęby w powiecie sokołowskim, parafia Wyrozęby, liczące po koniec XIX wieku 87 mieszkańców[10].

W 1933 roku wsie utworzyły odrębne gromady w swoich odpowiednich gminach, obie w województwie lubelskim:
- gromadę Liszki w gminie Repki w powiecie sokołowskim – obejmującą wieś Liszki,
- gromadę Liszki  w gminie Wyrozęby w powiecie sokołowskim – obejmującą wieś Liszki.

1 kwietnia 1938 powiat sokołowski włączono do województwa warszawskiego. 
Wraz z reformą administracyjną w 1954 roku Liszki (północne) weszły w skład gromady Skrzeszew, Liszki (południowe) w skład gromady Sawice Wieś.
Wraz z kolejną reformą administracyjną 1 stycznia 1973 obie wsie Liszki weszły w skład reaktywowanej gminy Repki (oznaczono je jako Liszki (I) i Liszki (II)). 
Później obie wsie połączono w jedną wieś Liszki.
W latach 1975–1998 miejscowość administracyjnie należała do województwa siedleckiego.